# 1653 en littérature
| Années de la littérature : 1650 - 1651 - 1652 - 1653 - 1654 - 1655 - 1656    |
| Décennies de la littérature : 1620 - 1630 - 1640 - 1650 - 1660 - 1670 - 1680 |

Cet article présente les faits marquants de l'année 1653 en littérature.

## Événements
- 20 août : Bossuet fait à Metz le Panégyrique de saint Bernard[1].
- 20 septembre : La Rochefoucauld rédige son testament[2].

## Parutions
- Paul Pellisson-Fontanier, Relation contenant l'histoire de l'Académie françoise, Paris, Pierre Le Petit, 1653 (présentation en ligne).
- Guillaume Colletet, Épigramme, Paris, Jean Baptiste Loyson, 1653 (présentation en ligne).
- René Bary, La rhétorique françoise : où l'on trouve de nouveaux exemples sur les passions et sur les figures, Paris, Pierre Le Petit, 1653 (présentation en ligne)

- Thomas Urquhart, Logopandecteision (en) : or an introduction to the universal language, Londres, Giles Calvert et Richard Tomlins, 1653 (présentation en ligne).

- Izaac Walton, The Compleat Angler : (« Le Parfait Pêcheur à la ligne »), Londres, Richard Marriot, 1653 (présentation en ligne), traité de pêche à la mouche.